# Scharlakanssolfågel
Scharlakanssolfågel (Aethopyga temminckii) är en fågel i familjen solfåglar inom ordningen tättingar. Den förekommer i Sydostasien.

## Utseende och läte
Scharlakanssolfågel är en medelstor solfågel med mycket olika dräkter hos hane och hona. Hanen är bländande karmosinröd med vit buk, lång röd stjärt och ett mörkt mustaschstreck. Karmosinsolfågeln saknar rött i stjärten och har inte vit buk. Hona scharlakanssolfågel är å andra sidan färglös och svår att skilja från andra solfåglar. Kännetecknande är grå anstrykning på huvudet, vitt på buken och en svag rostfärgad ton på vingar och stjärt. Sången består av ett tunt men mjukt "tsi-tsi-tsi".

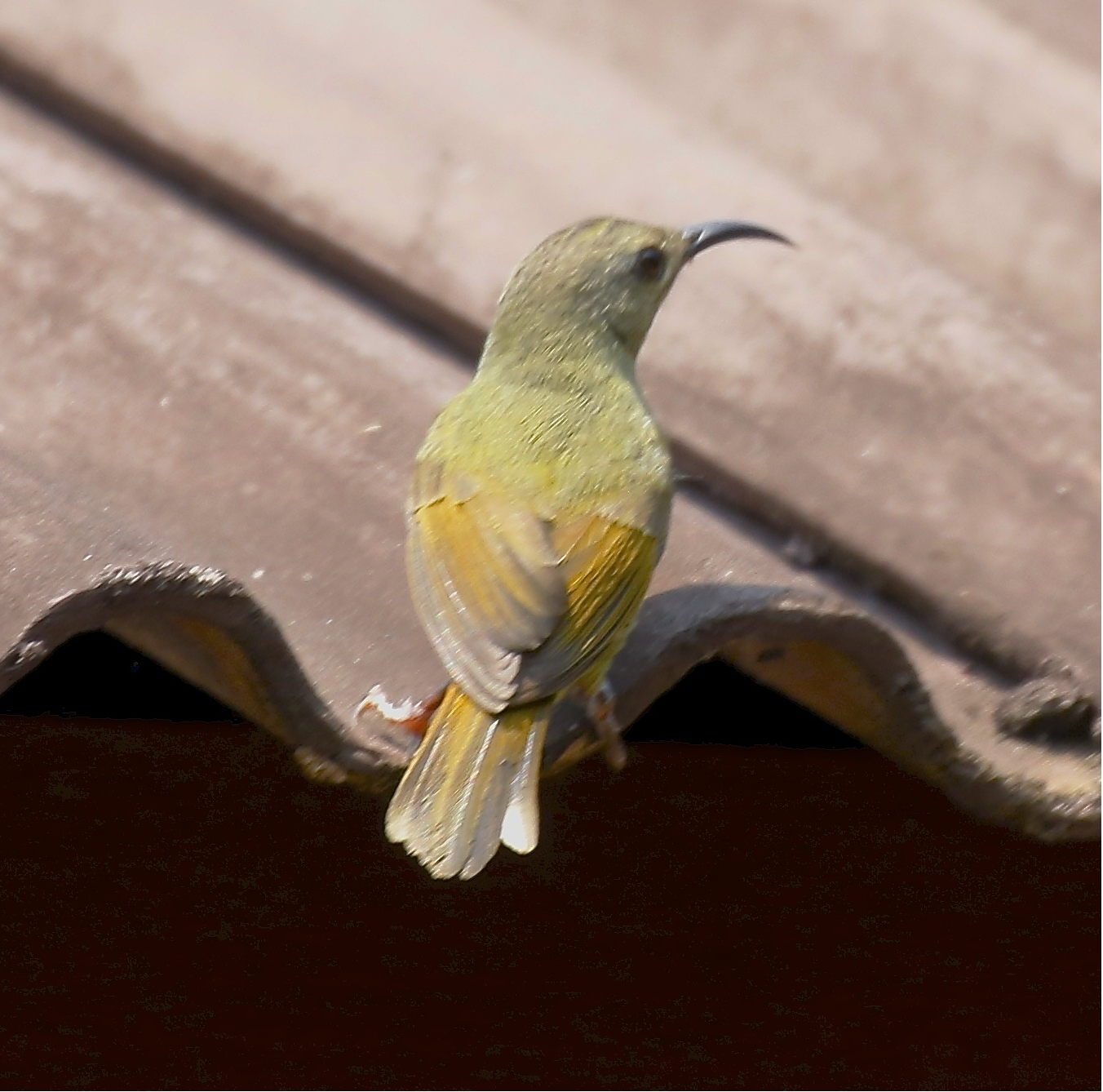
Hona.

## Utbredning och systematik
Fågeln återfinns i sydvästligaste Thailand samt på Malackahalvön, Sumatra och Borneo. Den behandlas som monotypisk, det vill säga att den inte delas in i några underarter.

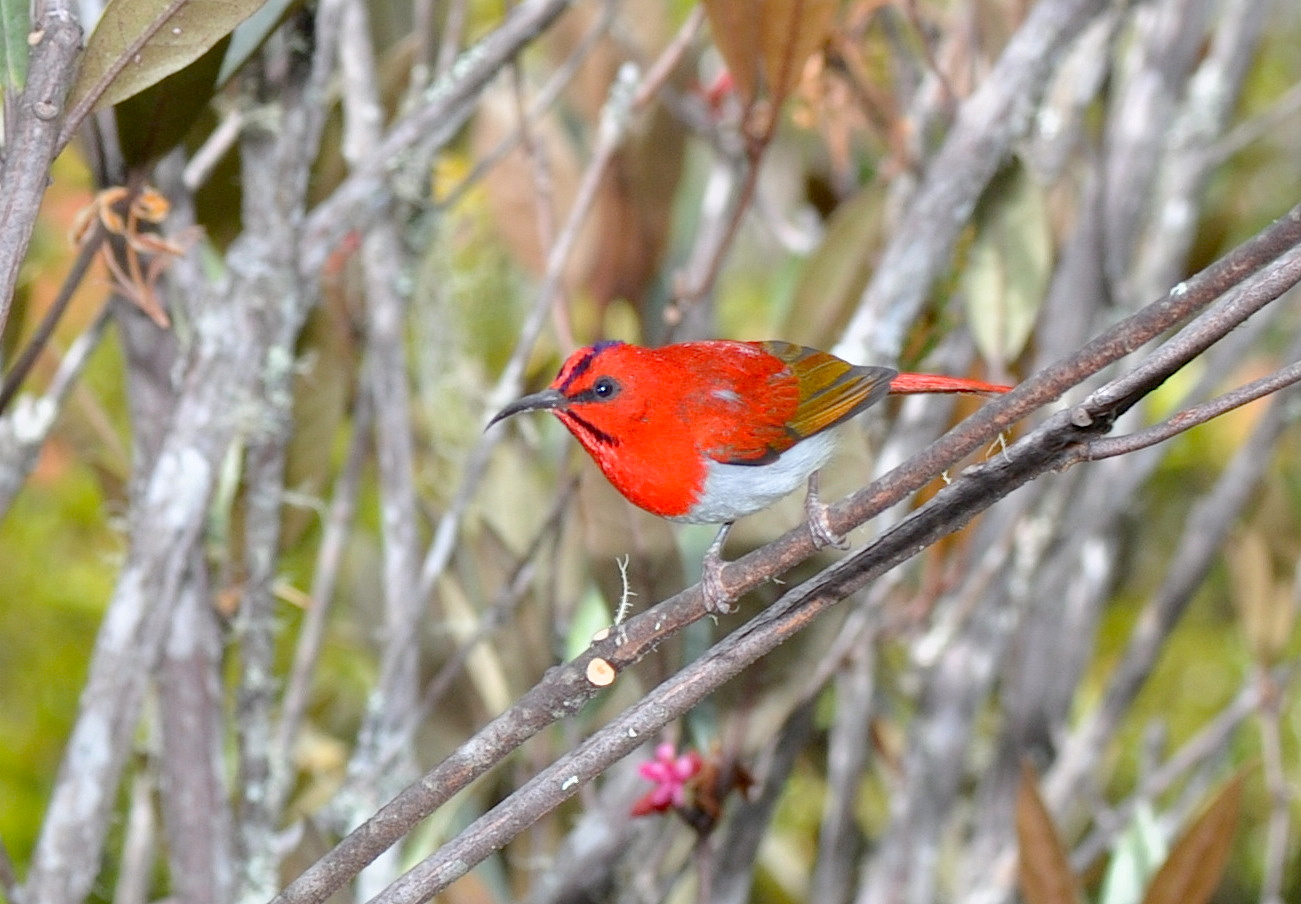
Hane på Sumatra.

## Status och hot
Arten har ett stort utbredningsområde, men tros minska i antal, dock inte tillräckligt kraftigt för att den ska betraktas som hotad. Internationella naturvårdsunionen IUCN listar därför arten som livskraftig (LC).

## Namn
Fågelns vetenskapliga artnamn hedrar den holländske ornitologen Coenraad Jacob Temminck (1778-1858). Tidigare kallades den temmincksolfågel även på svenska, men tilldelades 2023 ett mer informativt namn av BirdLife Sveriges taxonomikommitté.